# Château Neuf de Saint-Germain-en-Laye
Le château Neuf de Saint-Germain-en-Laye est un château de la seconde moitié du XVIe siècle, aujourd'hui détruit, situé à Saint-Germain-en-Laye (Yvelines). Cette ancienne résidence royale vit naître le futur roi Louis XIV.
Le château Neuf, construit par Henri II, fut la résidence royale de 1659 à 1680, année où la cour le quitta pour se réinstaller au Château Vieux situé à proximité, nouvellement agrandi et modernisé.

## Historique

### Début de la construction et arrêt
En 1555, Henri II a terminé les travaux initiés par son père, François Ier au Château-Vieux de Saint-Germain-en-Laye. Philibert Delorme y avait conduit les travaux entrepris selon les plans de Pierre Chambiges. Le château est alors construit sur une vaste esplanade qui se termine à l'est sur un terrain en pente vers la Seine et qui permet d'embrasser un panorama étendu magnifique.
Henri II et Catherine de Médicis, trois ans avant la mort du roi dans un tournoi, à Paris, commandent à Philibert Delorme la construction d'un nouveau bâtiment moderne, sans fossés ni chemin de ronde, une maison de plaisance permettant au roi et à la reine de profiter des agréments du site et d'y accueillir des amis intimes. On ne sait qui a eu l'idée de ce nouveau château, du roi ou de l'architecte, mais la rapidité de la décision, un an après la fin des travaux du Château-Vieux, montre qu'ils sont vite tombés d'accord. Le marché de travaux est passé le 11 février 1557 par Philibert Delorme avec les maîtres maçons Jean Chalveau et Jean François.

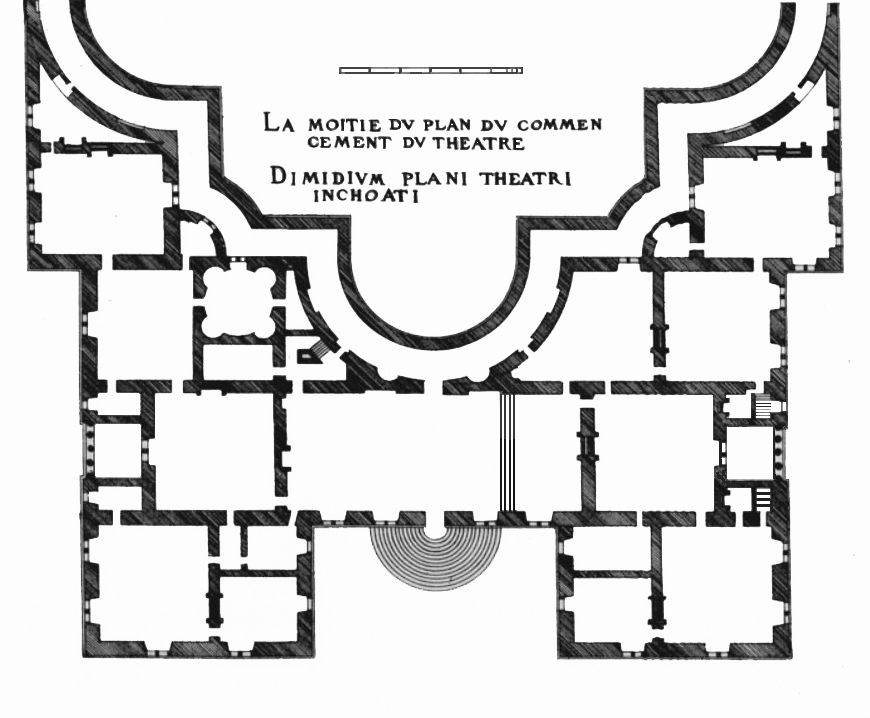
Jacques Androuet du Cerceau
La moitié du plan du commencement du théâtre
« Les plus excellents bastiments de France ».

Un plan en est donné dans le livre de Jacques Androuet du Cerceau, Les plus excellents bastiments de France sous le titre La moitié du plan du commencement du théâtre. Les gravures d'Androuet du Cerceau doivent être interprétées car elles doivent mélanger le projet et la réalité. Une vue en plan générale montrant les deux châteaux de Saint-Germain-en-Laye donne le plan du Château-Neuf : un corps de bâtiment allongé en rez-de-chaussée cantonné de quatre pavillons où se trouvaient les appartements du roi et de la reine avec chambre et garde-robe dont le toit prévoit des combles habitables et un appartement des bains avec « estuves, baigneries et cabinet pour les dites estuves ». Le corps de bâtiment allongé comprenait une salle une chapelle et une antichambre. Devant la maison il y a une grande cour « en carré en forme d'un téatre, en laquelle y aura quatre grands demys ronds à l'endroict des quatre pans carrez d'icelle en saillie hors la quadrature desd. pans carrés ». La cour s'ouvrait vers le Château-Vieux. Par rapport à la description du marché, le plan d'Androuet du Cerceau montre un double mur entourant la cour qui a été interprété comme étant une galerie. Sur une vue cavalière dessinée par Androuet du Cerceau et conservée au British museum montre deux ailes de part et d'autre de la maison, à l'est, dominant une terrasse à laquelle on accède par un escalier.
Comme l'écrit Jacques Androuet du Cerceau, c'était « un bâtiment en manière de théâtre entre la rivière et le château ». Il est appelé par Philibert Delorme dans son livre Architecture, Livre X, chapitre XXIII « Maison du théâtre & baignerie », peut-être en reprenant l'étymologie du mot théâtre, « lieu où on regarde », faisant référence à son point de vue, avant que le bâtiment prenne rapidement le nom de Château-Neuf. Anthony Blunt pense que le plan de la « maison du théâtre et baignerie » a été inspiré par une partie de la villa d'Hadrien à Tivoli.
Une suite de terrasses et d'escaliers facilitait l'accès à la « baignerie regardant sur le port du Pec » sur la Seine construite par le même architecte. La suite de terrasses et de jardins reliant le château neuf à la baignerie n'a été imaginée et réalisée qu'après le couronnement d'Henri IV.
Catherine de Médicis évita d'y venir vers la fin de sa vie, parce que son astrologue Ruggieri lui aurait prédit que Saint-Germain la verrait mourir. Superstitieuse, elle aurait peu fréquenté les lieux portant ce nom. Son installation dans l'Hôtel de la reine, à Paris, près de Saint-Eustache, aurait été motivée par cette prédiction, au détriment des Tuileries, qu'elle faisait construire et qui dépendaient de l'église Saint-Germain-l'Auxerrois. Cette histoire, maintes fois relatée, demeure cependant de l'ordre de la légende.
Il fut d'abord le lieu de séjour de ceux qui l'ont fait construire, Henri II et Catherine de Médicis.
Les travaux d'aménagement du Château-Neuf se sont arrêtés à la mort du roi Henri II, en 1559, et la disgrâce de Delorme. Philibert Delorme est cependant fier de son projet : « A Saint Germain en Laye s'ilz eussent eu patience que j'eusse faict achever le bastiment neuf que j'ay commencé auprès des logis des bestes, je suys assuré qu'aujourd'hui l'on n'eust veu le semblable ne plus admyrable, tant pour les portiques, vestibule, théâtre, estuves, baignières, comme le logis... ». Cependant des travaux sont encore faits : un marché est établi pour la charpente de quatre pavillons au « logis du théâtre » le 28 novembre 1567 par Le Primatice
Deux jours après le décès du roi François II le 5 décembre 1560, la reine de Navarre arrive à Saint-Germain, escortée par un brillant cortège à la tête duquel caracole son second mari le duc de Vendôme, et les fêtes se succèdent pendant plusieurs jours avec des jeux divers et même une course de taureaux. Parmi les invités se trouvent le petit Henri de Béarn (fils d'Antoine de Bourbon et de Jeanne d'Albret) futur Henri IV, et le duc d'Orléans, futur Henri III.

### Reprise des travaux par Henri IV

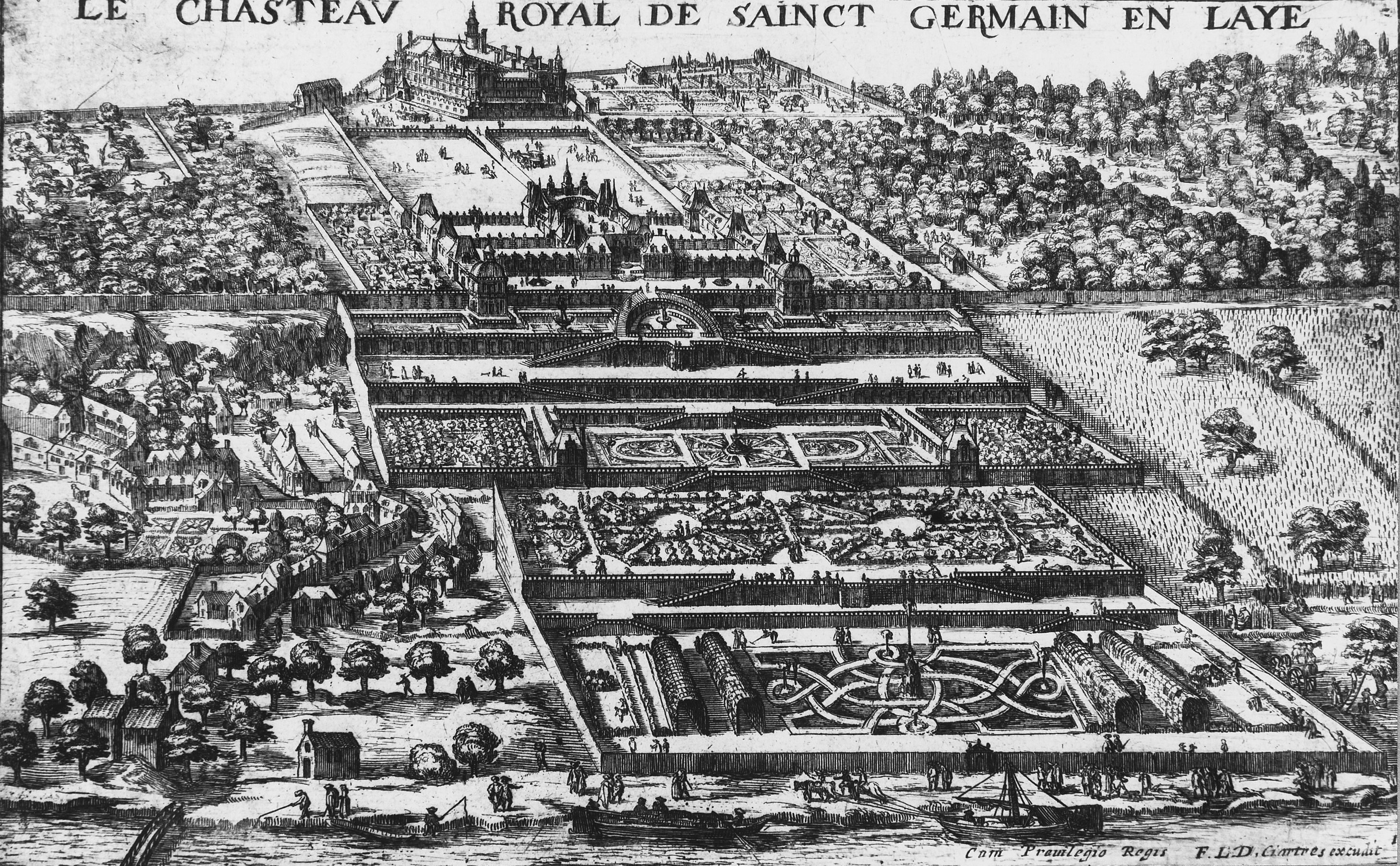
Vue cavalière des châteaux et des terrasses au XVIIe siècle. Gravure de Claude Chastillon.

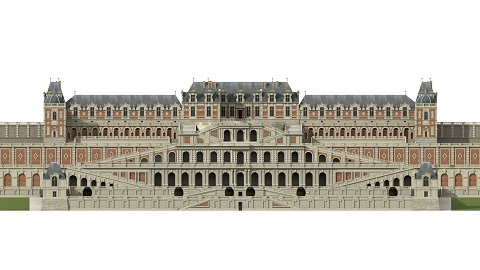
Restitution 3D du château Neuf de Saint-Germain-en-Laye.

#### Fin de la construction du château neuf et construction des terrasses
Henri IV est couronné roi de France, dans la cathédrale de Chartres, en 1593.
Henri IV fit considérablement agrandir le Château Neuf et y séjourna régulièrement, tandis que ses nombreux enfants, légitimes et bâtards, demeuraient au Château Vieux.
Dès le début de son règne, en 1593, Henri IV vient à Saint-Germain qui lui plait beaucoup pour la vue que le Château Neuf et la terrasse offrent sur la vallée de la Seine, rappelant les dispositions du château de Pau. Il commande à Baptiste Androuet du Cerceau son extension avec un aménagement des terrasses jusqu'à la Seine. Un marché de travaux est passé le 24 avril 1594. Un autre marché est passé le 18 septembre 1594 avec le charpentier Pharon Vinier pour couvrir les pavillons occidentaux. La grande cour à exèdres dessinée par Androuet du Cerceau qui n'avait pas été construite est réalisée. Les travaux sont rapidement terminés par l'architecte d'exécution Jean de Fourcy, ainsi que Guillaume Marchant pour les travaux de maçonnerie. Par le récit de voyage de Thomas Platter on sait que le château est habitable en 1599. Les dessins de John Thorpe faits en 1600 montrent l'état du château à cette date. Un marché passé par la surintendance des bâtiments du roi, le 28 janvier 1600, prévoit la construction du mur d'enceinte, des pavillons d'entrée et du grand porche.
En 1608, Pasquier Testelin exécute les peintures du château. Son fils Gilles Testelin, père de Louis Testelin, a continué le travail d'entretien des peintures du château.

#### Aménagements des jardins
Nul ne sait comment Henri IV a pu connaître les jardins aménagés en Italie, en particulier ceux de la Villa di Pratolino, du jardin de Boboli du palais Pitti. Cette connaissance est peut-être due à la proximité d'Henri IV avec les agents du grand-duc Ferdinand Ier de Médicis à Paris, en particulier Jérôme de Gondi (vers 1550-1604), banquier à Lyon, cousin d'Albert de Gondi, maréchal de France et général des galères du roi. Jérôme de Gondi possédait des propriétés à Paris et Saint-Cloud. Il avait aménagé à côté de sa maison de Saint-Cloud un jardin à l'italienne avec des sculptures et des jeux d'eau descendant vers la Seine. Depuis Cosme Ier de Médicis les rois de France étaient les principaux débiteurs des Médicis. Ces derniers étaient donc dépendant du remboursement de la dette par la monarchie française. En 1595, les Florentins avaient commis une imprudence, ils s'étaient emparés de l'île du château d'If, créant une tension entre les deux cours. Les Florentins ont rapidement rendu l'îlot. Connaissant par ses agents à Paris, le grand intérêt porté par Henri IV aux jardins à l'italienne, le grand-duc va répondre favorablement aux demandes de ses agents d'aider le roi dans son projet d'aménagement de jardins. Pour Anthony Blunt, c'est Étienne Dupérac qui a dû être l'architecte du projet car il était le seul architecte français à bien connaître les jardins de Rome et des environs.
Les dessins faits par John Thorpe en 1600 montrent qu'à cette date les escaliers en hémicycles partant de la première terrasse réalisée devant le château en 1563 et entourant la fontaine de Mercure sont réalisés, probablement dès 1594, ainsi que les escaliers menant à la troisième terrasse. En 1599, Henri IV a décidé de changer le plan du jardin et décide de construire sur la troisième terrasse une galerie dorique contre le mur de soutènement s'ouvrant sur le jardin et contenant des grottes aménagées sous la deuxième terrasse. Thomas Platter indique dans son récit de voyage qu'en novembre 1599, Tommaso Francini avait terminé la fontaine du Dragon, au centre de la galerie, et le grotte de Neptune ou du Triomphe marin, sous la rampe sud, il était en train de construire la grotte des Orgues (ou de la Demoiselle) sous la rampe nord. Des grottes sont aménagées sous la troisième terrasse : la grotte de Persée, la grotte d'Orphée et la grotte des Flambeaux. L'histoire de la réalisation de cette partie du jardin est mieux comprise à partir des archives retrouvées à Florence.
En analysant dans les archives se trouvant à Florence les échanges de lettres entre les agents du grand-duc à Paris, Jérôme de Gondi, le chevalier Jacopo Guicciardini, Francesco Bonciani (officiellement secrétaire du cardinal de Gondi), et les officiers du grand-duc, Belisario Vinta, premier secrétaire, Emilio de' Cavalieri, premier surintendant de la Guardaroba Medicea, Jacques Bylivelt, orfèvre et joailler de la cour, ainsi que le grand-duc Ferdinand Ier et son épouse Christine de Lorraine, Blanca Truyols a pu reconstituer les présents de Ferdinand Ier de Médicis à Henri IV pour lui permettre d'aménager les jardins du Château-Neuf :

Portrait des châteaux royaux de Saint-Germain-en-Laye en 1614 (BnF)
Alessandro Francini (dessin)
Michel Lasne (graveur).

- Jérôme de Gondi (Girolamo Gondi) vient de Florence à Paris au début de 1596. Dans une lettre de juillet 1596 de Girolamo Seriacopi, on apprend qu'un bronze de grandeur nature de Prométhée de Jean Bologne fondue par Domenico Portigiani en 1591 se trouve en France depuis 1595, dans les propriétés de Jérôme de Gondi.
- en juillet 1598, la grande-duchesse Christine de Lorraine donne une lettre patente pour faciliter le voyage à Paris de Tommaso Francini et de son aide, Orazio Olivieri, qui après son retour en Italie, a réalisé les jeux d'eau de la villa d'Este et de la villa Aldobrandini à Frascati. Par une lettre du 8 juillet 1598, Jacopo Guicciardini, on sait qu'Henri IV a aussi demandé au grand-duc de lui prêter les services de Jean Bologne, sculpteur de la cour, pour un an. Si le grand-duc a accepté d'envoyer son fontainier, il a refusé pour son sculpteur. Le grand-duc a cependant décidé de fournir au roi tout ce qui lui serait nécessaire pour faire du jardin du Château-Neuf un des plus beaux des résidences royales en Europe. Il va donc lui envoyer des plantes et arbres rares, des coquillages, des nacres, des coraux, des rocailles, des cristaux, des formations marines, et surtout six sculptures de Jean Bologne expédiées en trois envois. Le premier envoi comprend la statue de Mercure qui a été placée à la fontaine de Mercure et celle d'un Triton avec des dauphins qui crache l'eau de Jean Bologne. Alexander Rudigier propose d'assimiler le Mercure qui se trouve au musée du Louvre, d'abord attribué à Hans Reichle qui travaillait dans l'atelier de Jean Bologne. Cette sculpture est semblable à celle qu'on peut voir sur des gravures d'Abraham Bosse et de Michel Lasne. La documentation la plus ancienne sur le Mercure du musée du Louvre indique qu'il a été confisqué au duc de Brissac. Le Triton est probablement celui qui se trouve au Metropolitan Museum of Art.

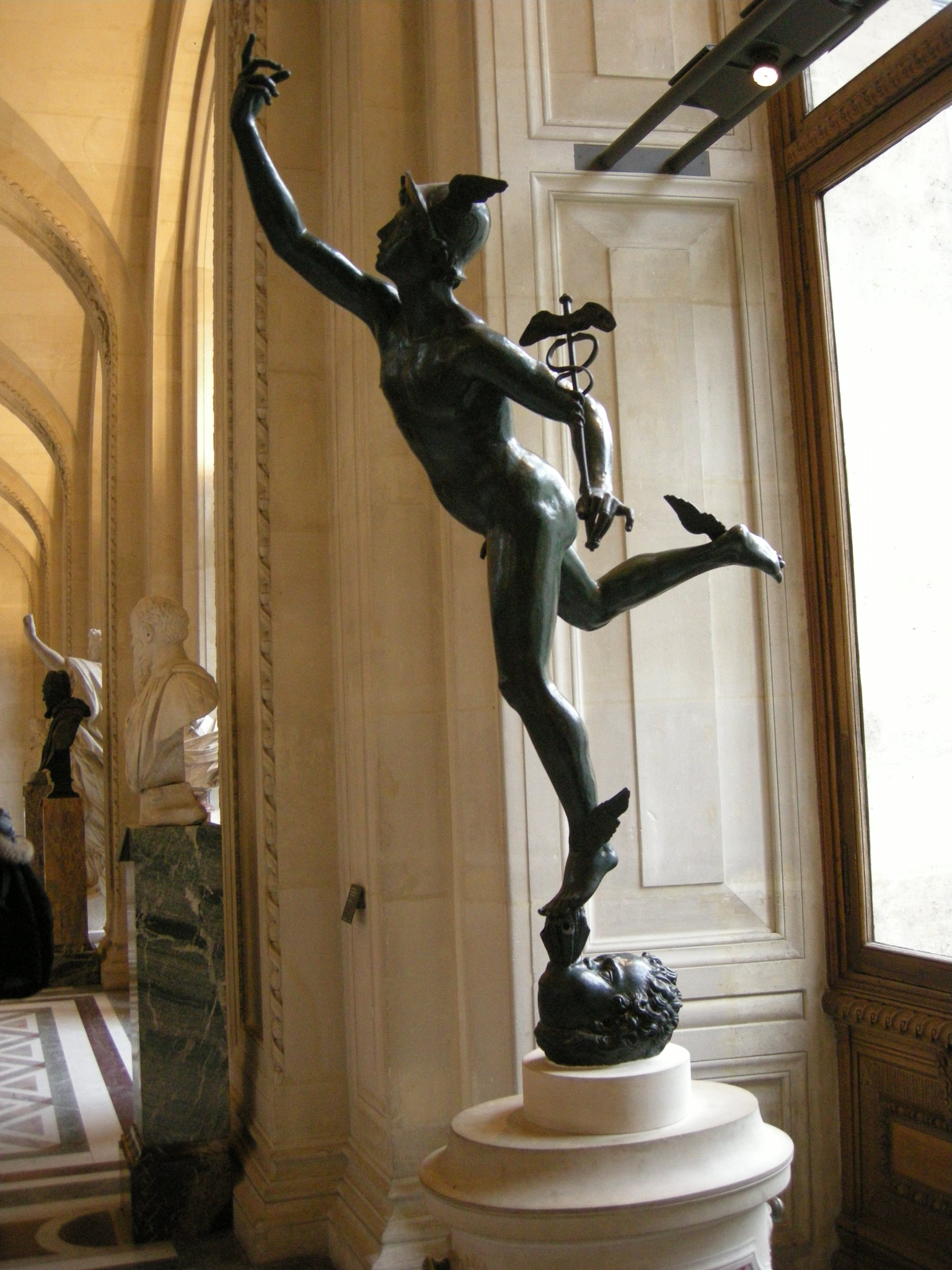
Mercure Musée du Louvre.
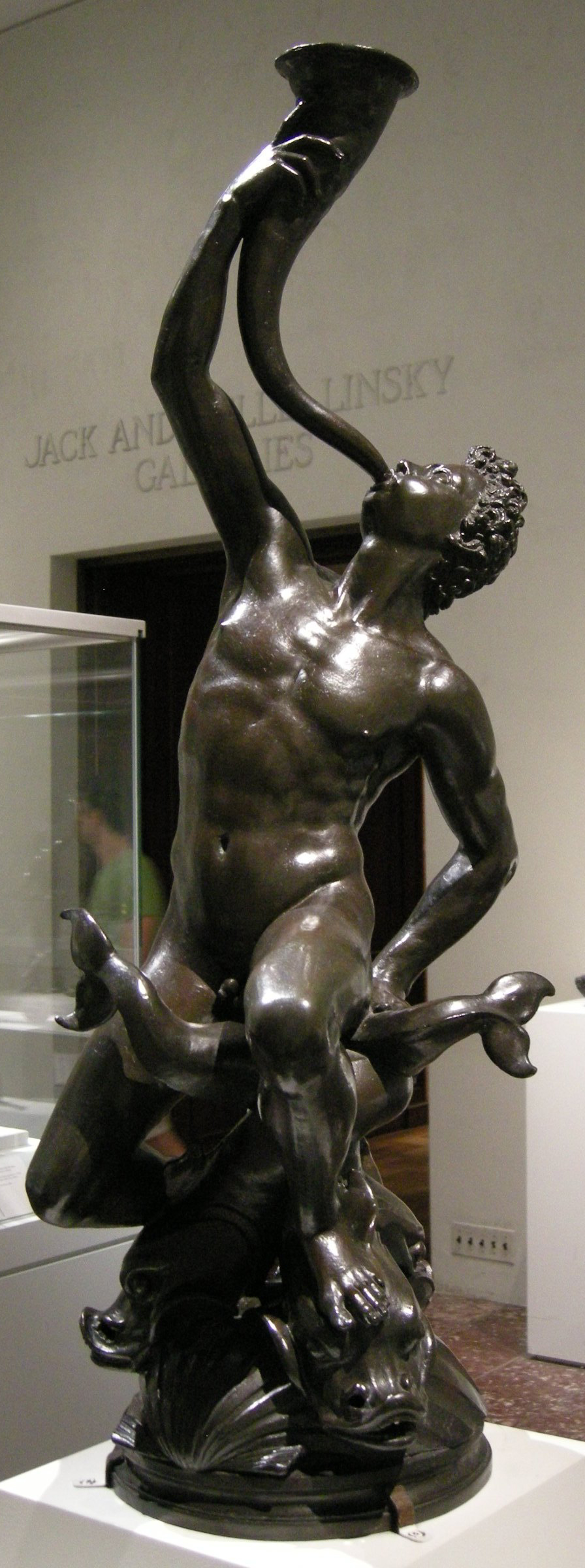
Triton Metropolitan Museum of Art.

- Tommaso Francini est arrivé à Paris le 18 septembre 1598. Il est présenté au roi par Jacopo Guicciardini quelques jours plus tard. Les matériaux et les sculptures pour les fontaines et les grottes sont arrivés en octobre 1598. Il était prévu qu'il intervienne d'abord au château de Fontainebleau mais jugeant que la pression d'eau n'y était pas suffisante, il a choisi de commencer par le château de Saint-Germain-en-Laye où il se rend le 17 ou 18 décembre 1598 avec son aide, Orazio Olivieri, et un maçon du nom de Pasquino.
- au printemps 1599, le contenu d'un second envoi est réuni à Florence. Il comprend deux statues de la main de Jean Bologne sans autre référence. Alexander Rudigier propose d'y voir :
  - une statue d'Esculape qui se trouvait au château de Meudon et y avait été apportée probablement par le Grand Dauphin. Elle y est référencée comme une œuvre de Jean Bologne avant qu'on perde sa trace,
  - une statue de Vénus se trouvant dans une collection privée, redécouverte dans les années 1980 aux environs de Paris. Elle avait été acquise dans les années 1960 par un ferrailleur pour le prix du poids du métal dans un château proche de Chantilly ou celui de Chantemesle, propriété de Louis Hesselin, grand collectionneur des petits bronzes de Jean Bologne, acquis par Louis XIV à sa mort. Ce bronze a été réalisé en 1597 par le fondeur allemand Gerhardt Meyer. Cette sculpture est assez semblable à la statue en marbre de Jean Bologne se trouvant au Getty Museum[8].
- en juillet 1599, le livre de compte de Portigiani mentionne qu'il a remis à Jean Bologne deux figures encore enrobées dans leur chape qu'il venait de fondre pour lui, une Vénus et un Bacchus. Ces sculptures font 2 brasses de haut[9]. Si la Vénus fondue par Portigiani en juillet 1599 n'a pas laissé de traces, le Bacchus est représente dans une gravure d'Abraham Bosse : Modèle de fontaine avec un Bacchus. Il peut être rapproché de la sculpture de Jean Bologne Morgante en Bacchus qui se trouve au musée du Louvre, mais dont les dimensions et la forme ne permettent pas de les confondre.
- À la mort de Jacopo Guicciardini, en mai 1599, il est remplacé par Baccio Giovannini qui s'est surtout intéressé au mariage de Marie de Médicis, nièce du grand-duc, avec Henri IV.
- Une lettre de Tommaso Francini du 23 octobre 1599 indique qu'il a fini la grotte de Neptune et qu'il s'occupe de la grotte des Orgues, puis qu'il espérait retourner en Toscane.
- Le 2 février 1603, Tommaso Francini écrit à Florence pour informer le grand-duc que le roi lui a interdit de retourner à Florence, même brièvement. Le roi lui a donné les revenus d'une abbaye.
- 6 juillet 1603, une lettre de Belisario Vinta informe que le frère de Tommaso Francini, Allessandro, quitte Florence pour Paris.

Les travaux se poursuivant avec l'aménagement des grottes avec leurs automates mus par des jets d'eau, dus aux frères Thomas et Alexandre Francini. Les parterres du jardin à la française, qui s'étalent jusqu'à la Seine sur cinq terrasses, ont été conçus par le paysagiste Étienne Dupérac et le jardinier Claude Mollet. Claude Mollet écrit dans son livre Théâtre des plans et jardinages qu'il a reçu l'ordre du roi de planter le jardin du château neuf en 1595. Charles Normand indique avoir trouvé dans les archives nationales un contrat d'échange avec le seigneur de Bréhant daté du 1er septembre 1605 permettant au roi d'acquérir les terres et seigneuries du « Pec » et « Vézinay ». Par lettres patentes du 17 février 1623, le roi accorde à Tommaso Francini, sieur des Grands-Maisons (commune de Villepreux), « la charge d'intendant des eaux et fontaines des maisons, chasteaux et jardins de Paris, Saint-Germain-en-Laye, Fontainebleau et autres généralement quelconques, pour en jouir aux honneurs et pouvoirs y mentionnez, et aux gages de douze cens livres par an, pour y faire avec dix-huit cens livres dont il jouissait la somme de trois mil livres ». En 1625, Tommaso Francini est cité dans un acte comme ingénieur en artifice d'eaux reçoit « pour l'entretenement des grottes dud. chasteau de Sainct-Germain, la somme de douze cens livres ». En 1636, il reçoit 900 livres pour les grottes du château de Saint-Germain.
André Du Chesne décrit le jardin avec ses grottes en 1630 dans Les Antiquitez et recherches des villes, chasteaux et places plus remarquables de toute la France.
À partir de 1649, les jardins ne sont plus entretenus à cause des guerres de la Fronde.
Vers 1660, la terrasse supérieure s'effondre en détériorant l'escalier en hémicycle et les grottes de la galerie dorique. Un nouvel escalier à rampes droites est construit en 1662 et les grottes sont restaurées mais pas les mécanismes hydrauliques.

### Occupation du château sous Louis XIV

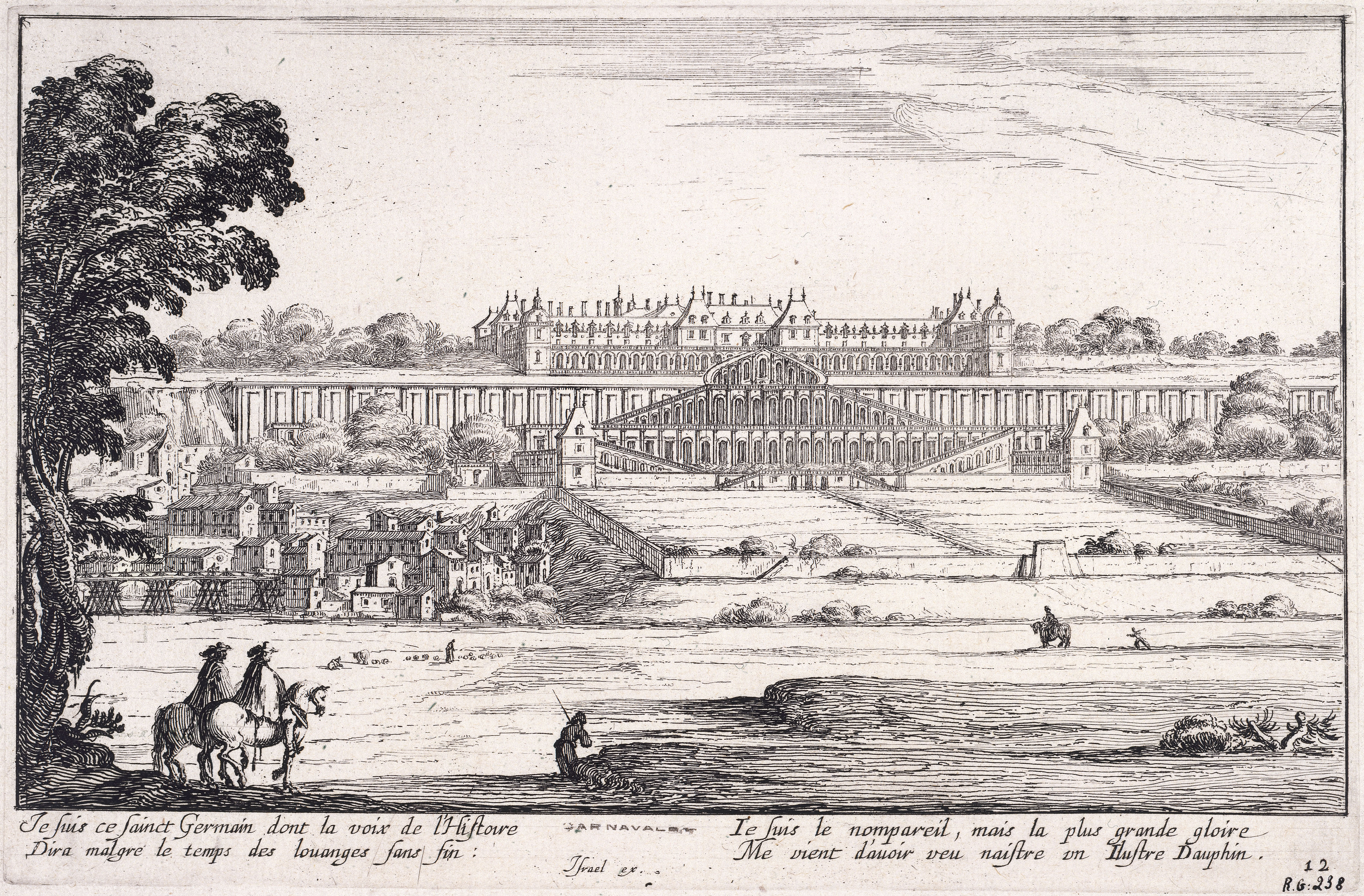
Château neuf, avant 1655.

C'est aussi dans ce château que Louis-Dieudonné, le futur roi Louis XIV, est né le 5 septembre 1638. Louis XIII y est mort le 14 mai 1643.
Mais lorsque le 5 janvier 1649 (le jour des rois), la reine et ses enfants doivent quitter Paris pour Saint-Germain, ils s'installent, sans doute pour des raisons de sûreté, dans le Château Vieux qui ne contient aucun meuble. Ceux envoyés de Paris seront interceptés et pillés par des hommes de la Fronde. Cependant, quelques mois plus tard, la Grande Mademoiselle vient, elle aussi, chercher asile à Saint-Germain et s'installe au Château Neuf où elle couche «dans une fort belle chambre en galetas, bien dorée et grande, mais sans vitre et avec peu de feu ».
En 1668, une grande cérémonie est organisée en partant du Château Neuf pour le baptême du Grand Dauphin qui a lieu à la chapelle du Château Vieux.

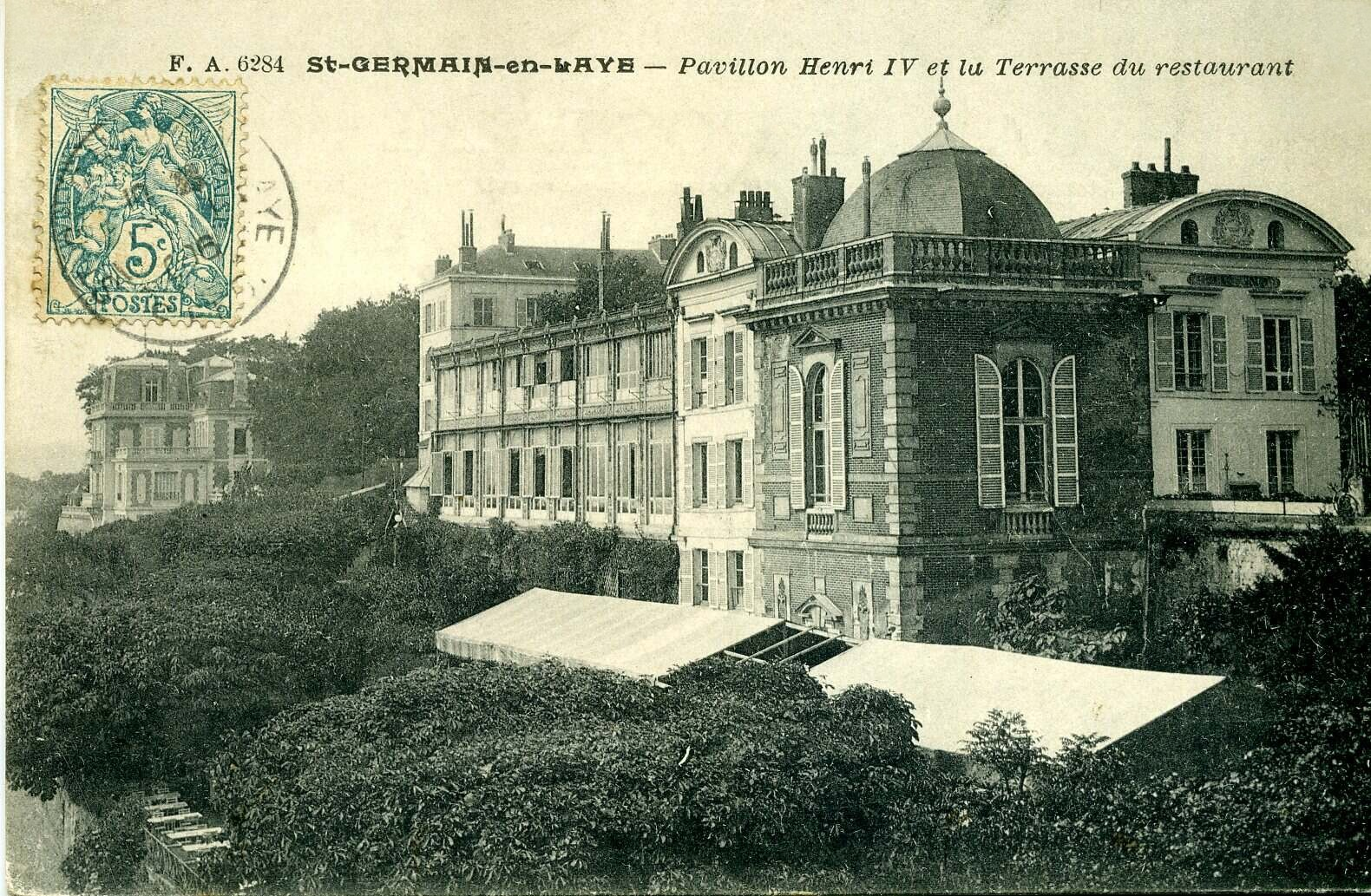
Vestiges du Château Neuf : le pavillon Henri IV (carte postale, vers 1900).

C'est seulement entre 1669 et 1673 que Louis XIV fait réaliser par Le Nôtre la grande terrasse. En 1680, Jules Hardouin-Mansart essaie d'agrandir et de moderniser le Château Vieux en remplaçant cinq tourelles par des ailes en pavillon.
En 1682, la cour déménage pour le château de Versailles.
Le Château Neuf a été de 1650 à 1654 le lieu de refuge de Charles II Stuart après l'exécution de son père.
Le 7 janvier 1688, Louis XIV accueille à Saint-Germain Jacques II Stuart en exil. Celui-ci séjourne avec sa cour au Château Neuf, puis dans les deux châteaux, jusqu'à sa mort en 1701. C'est là que naîtra en 1692 (et y mourra en 1712) son dernier enfant, la princesse Louise Marie Thérèse Stuart. Galant homme, le roi (puis son neveu le régent) conservent le château à la veuve du roi défunt, Marie-Béatrice de Modène, qui s'y éteint en 1718. Le château sert aussi de lieu de réunion à l'Assemblée générale du clergé de France en 1700.

### Démolition du Château-Neuf

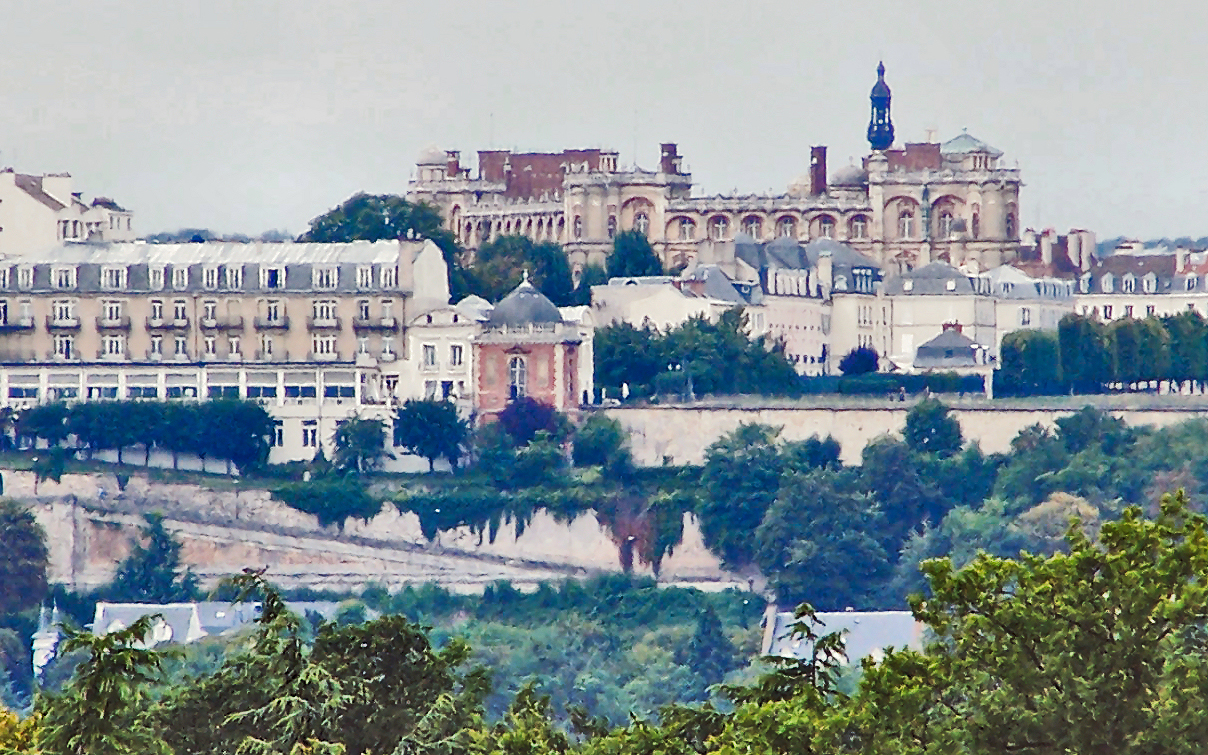
Vestiges du Château Neuf, vus de Chatou : le pavillon Henri IV (ancien pavillon en brique rouge), et une demi-rampe.

Le 19 janvier 1777, le Château-Neuf, délabré, est donné par le roi Louis XVI à son jeune frère le comte d'Artois, avec une somme de 600 000 livres pour exécuter les travaux. Des projets de démolition et de reconstruction sont établis par les architectes François-Joseph Bélanger et Jean-François-Thérèse Chalgrin.
Mais la Révolution arrive, le château est saisi comme bien national et vendu à l'ancien régisseur Louis-Charles Guy (1742-1823) qui le démolit, lotit le terrain et vend les matériaux.
Il ne restait presque plus rien du Château-Neuf dans les années 1820, au moment où le peintre anglais William Turner le représenta. Seules ses terrasses dominant la Seine continuaient à attirer les visiteurs. Turner s'est placé sur la rive gauche de la Seine en face du château, insistant sur les personnages assis sur la rive et sur l'échafaudage installé sur le pont du Pecq traversant le fleuve. Au premier plan, une femme examine ce qui semble être un tableau, sans doute une allusion aux anciens fastes du château.
Du Château-Neuf, il ne reste que quatre pavillons : les deux pavillons extrêmes, celui de gauche racheté par Léopold Dreyfus (1833-1915) et englobé dans une nouvelle construction ; celui de droite, le Pavillon Henri IV, incorporé à un hôtel ; il subsiste aussi le Pavillon du jardinier, le Pavillon Sully au Pecq, ainsi que la terrasse et ses deux rampes, au bout de la rue Thiers qui surplombe l'avenue du Maréchal de Lattre de Tassigny, et quelques vestiges dans les caves du quartier (au 3 rue des Arcades, par exemple).